# بلال باري
بلال باري (بالفرنسية: Bilal Bari) هو لاعب كرة قدم فرنسي ومغربي في مركز الهجوم، ولد في 19 يناير 1998 في لنس في فرنسا. لعب مع ليفسكي صوفيا ونادي النهضة البركانية ونادي لانس.

## وصلات خارجية
- بلال باري على موقع رابطة كرة القدم الفرنسية للمحترفين (الإنجليزية)
- بلال باري على موقع قاعدة بيانات كرة القدم.إي يو (الإنجليزية)
- بلال باري على موقع Soccerway.com (الإنجليزية)